# Laurin & Klement G
Laurin & Klement Typ G — модель австро-угорської компанії Laurin & Klement з Богемії, що випускалась у 1908–1909 роках одночасно з моделями Type B, Type B2, Type E, Type EN, Type F.
Модель Типу G отримала рядний 4-циліндровий мотор з бічним розміщенням клапанів (англ. SV (Side Valves)) об'ємом 1555 см³ (75,0мм × 88,0мм) потужністю 15 к.с., 3-ступеневу коробку передач.
Модель випускали з двома типорозмірами шасі — коротким для двомісних кузовів та довгим для чотирьохмісних кузовів. Загалом виготовили 102 шасі з кузовами «voituret», фаетон, ландо, лімузин, фургон, амбулаторія, спортивний автомобіль.